# Thryonomys swinderianus
Pour les articles homonymes, voir Agouti (homonymie).
Espèce
Statut de conservation UICN

 LC  : Préoccupation mineure

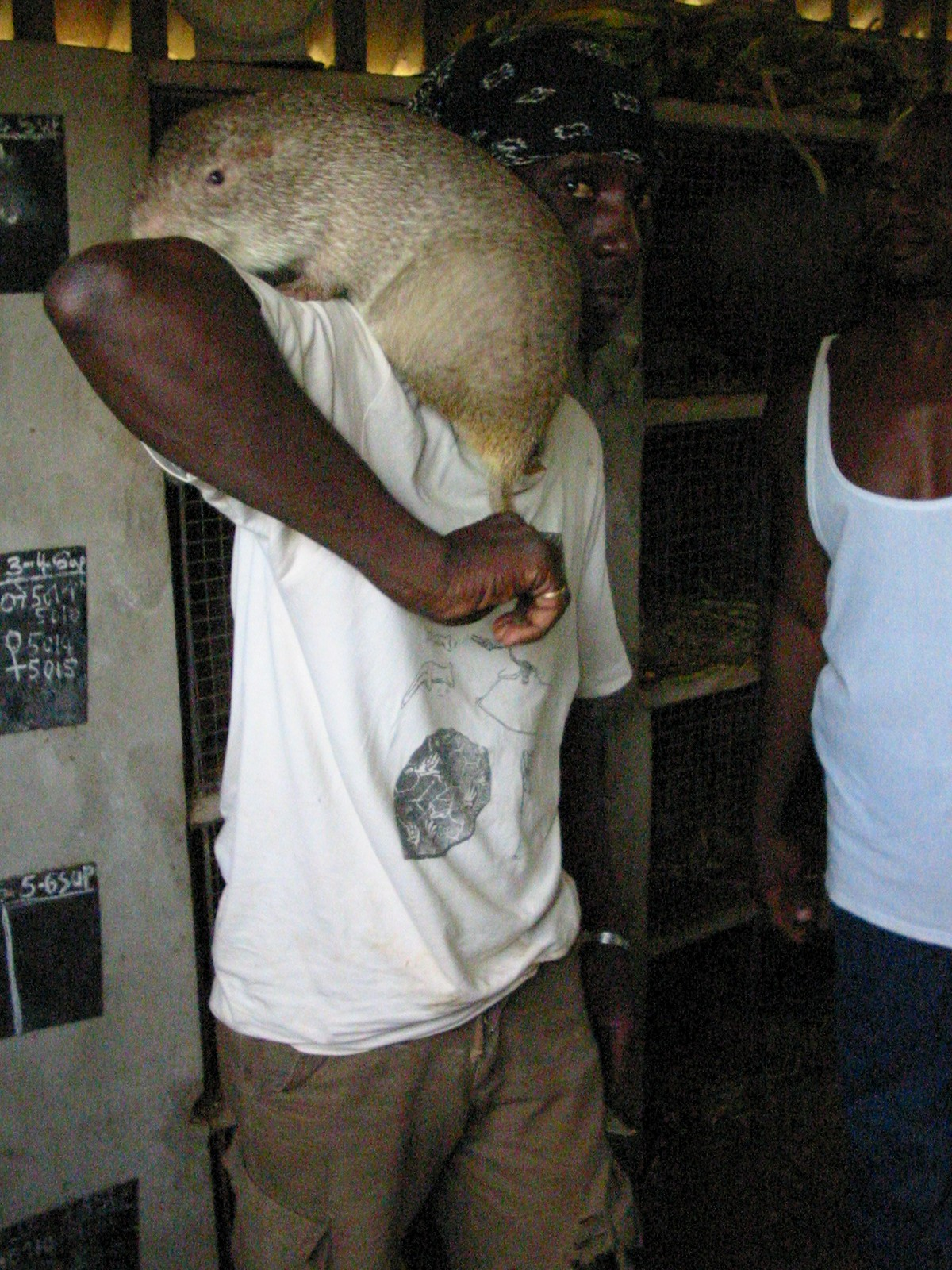
Thryonomys swinderianus - station d'élevage Owendo par le projet DABAC au Gabon

Le Grand aulacode (Thryonomys swinderianus), appelé aussi en Afrique aulacode tout court,  « agouti » (Afrique de l'ouest), « hérisson » (en Afrique Centrale) ou encore « rat des roseaux » et « sibissi » (en République Centrafricaine) , est une espèce de la famille des Thryonomyidae. De taille comparable à celle d'un très gros lapin, ce gros rongeur fournit une viande très prisée en Afrique et l'espèce est en voie de domestication dans les élevages qui se font de plus en plus nombreux. On appelle aulacodiculture l'élevage de ces animaux. Il existe aussi un petit aulacode, que l'on retrouve en Afrique plutôt centrale.

## Morphologie
L'aulacode possède une forme trapue, son pelage brun foncé est formé de poils raides et durs, subépineux (d'où son surnom de hérisson).
La partie inférieure du corps est plus claire que le dos.
La tête massive se termine par un large museau à lèvre supérieure fendue (caractéristique de tous les rongeurs). Les oreilles sont petites, presque cachées dans le pelage, peu poilues. Il possède de longues moustaches (vibrisses) bien visibles qui lui permettent de se repérer dans son environnement.
Les puissantes incisives de couleur orangée ont une croissance continue comme chez tous les rongeurs. Trois sillons divisent chaque incisive supérieure, les inférieures étant lisses.
Chaque demi-mâchoire possède 4 molaires.
Ses membres sont courts. Les pattes arrière, très puissantes, lui permettent de faire des bonds de plus d'un mètre cinquante de haut. 
Les pattes arrière possèdent 4 doigts tandis que les pattes avant en ont 5 dont un pouce réduit. Tous sont terminés par des griffes.

### Dimorphisme sexuel
Le mâle adulte atteint 6 à 7 kg en élevage et peut atteindre 10 kg en milieu naturel. Il peut mesurer jusqu'à 50 cm entre le museau et le bout de la queue.
La femelle adulte atteint 4 kg en élevage et 6 kg en milieu naturel. La femelle est appelée aulacodine.

### Reproduction
La femelle peut mettre bas 2 fois par an et avoir jusqu'à 10 petits (aulacodeaux) avec une moyenne de 5 par portée. La maturité sexuelle intervient dès l'âge de 6 mois. 
Après 5 mois de gestation, les petits naissent avec des yeux ouverts, des poils et 4 incisives. Le sevrage des petits se fait 1 mois après la mise bas.

## Habitat
Ses habitats naturels sont la savane herbeuse, les clairières et les zones humides ou marécageuses, les zones déboisées.  Actuellement étant donné  la déforestation croissante en Afrique, la population d'aulacodes est en expansion. On parle écologiquement d'un animal synanthrope, c'est-à-dire qu'il profite de manière assez durable de la présence de l'Homme auprès duquel il évolue. 
Il est très mal apprécié des agriculteurs car c'est un ravageur des cultures. Il est actif la nuit, en groupes pouvant atteindre une dizaine d'individus. La journée, il reste caché, souvent sous les herbes et les buissons.

### Élevage

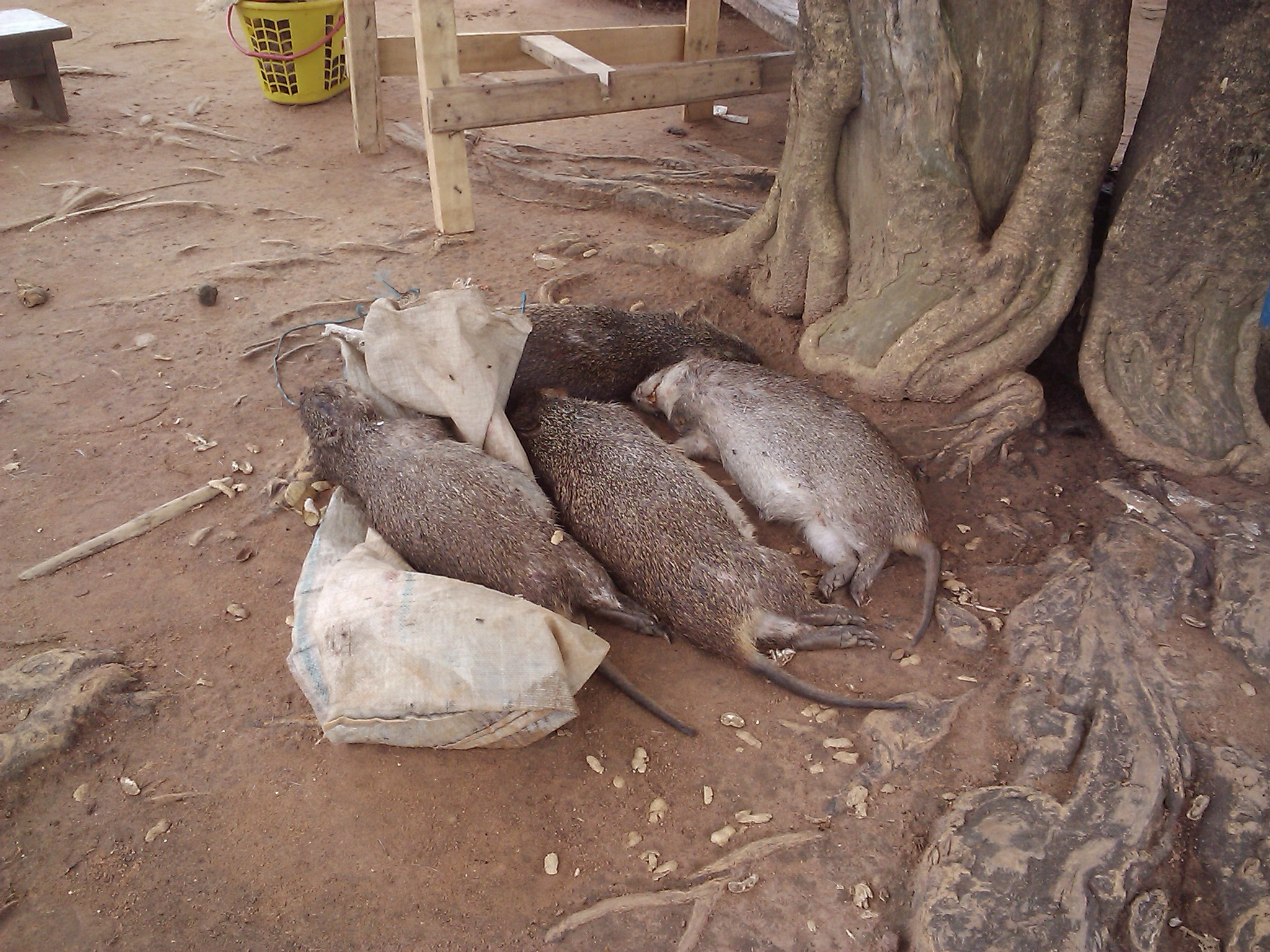
Agoutis sur un marché africain

L'aulacode est le plus gros rongeur en cours de domestication en Afrique.
Le grand aulacode est élevé et consommé par la population locale, servi avec de la sauce claire, de la sauce graine ou bien sous forme de kédjénou. La demande locale explique en partie le développement de son élevage. Entre autres, cet animal est aussi assez facile à reproduire, et à garder en captivité. Il est relativement chassé traditionnellement, pour sa viande, commune sous l'appellation de viande de brousse ou Agouti (surnom local subsaharien) .